# Штепа Валерій Дмитрович
Штепа Валерій Дмитрович (нар. 13 травня 1946, с. Пологи, Запорізька область) — український політик, народний депутат України III скликання. Член Політради Політичної партії "Яблуко".

## Біографія
Народився 13 травня 1946 року у селі Пологи, Запорізька області.

## Освіта
Київське вище інженерне радіотехнічне училище ППО (1970), військовий інженер з радіотехніки.

## Кар'єра
Народний депутат України 3 скликання з 03.1998, виборчий округ № 31, Дніпропетровська область. З'яв. 61.51%, за 26.5%, 14 суперн. На час виборів: редактор газети "Комуніст Кривбасу", член КПУ, секретар Криворізького МК КПУ. Член фракції КПУ (05.1998-02.2000), позафракційний (02.-09.2000), член фракції "Яблуко" (з 09.2000). Член Комітету з питань національної безпеки і оборони (з 07.1998). З 12.1998 — член Тимчасової слідчої комісії з перевірки фактів незаконної торгівлі зброєю і військовим майном та їх незаконної передачі в інші держави в період 1991-1995 рр.
03.1998 — кандидад у народні депутати України від КПУ, № 110 в списку.
- 1970-1991 — на 10-му науково-дослідному випробовувальному полігоні Міністерства оборони СРСР, Казахстан.
- 1991-1996 — військова пенсія
- 1996-1998 — редактор, редакція газети "Комуніст Кривбасу".